# Reszkowo
Reszkowo [pronunciación en polaco: /rɛʂˈkɔvɔ/] (en alemán: Achthuben) es un pueblo ubicado en el distrito administrativo de Gmina Górowo Iławeckie, dentro del Condado de Bartoszyce, Voivodato de Varmia y Masuria, en Polonia del norte, cercano a la frontera con el Kaliningrad Oblast de Rusia. Se encuentra aproximadamente a 10 kilómetros al oeste de Górowo Iławeckie, a 31 kilómetros al oeste de Bartoszyce, y a 55 kilómetros al norte de la capital regional Olsztyn.
Antes de 1945, el área fue parte de Alemania (Prusia Oriental).